# Croce di Berengario

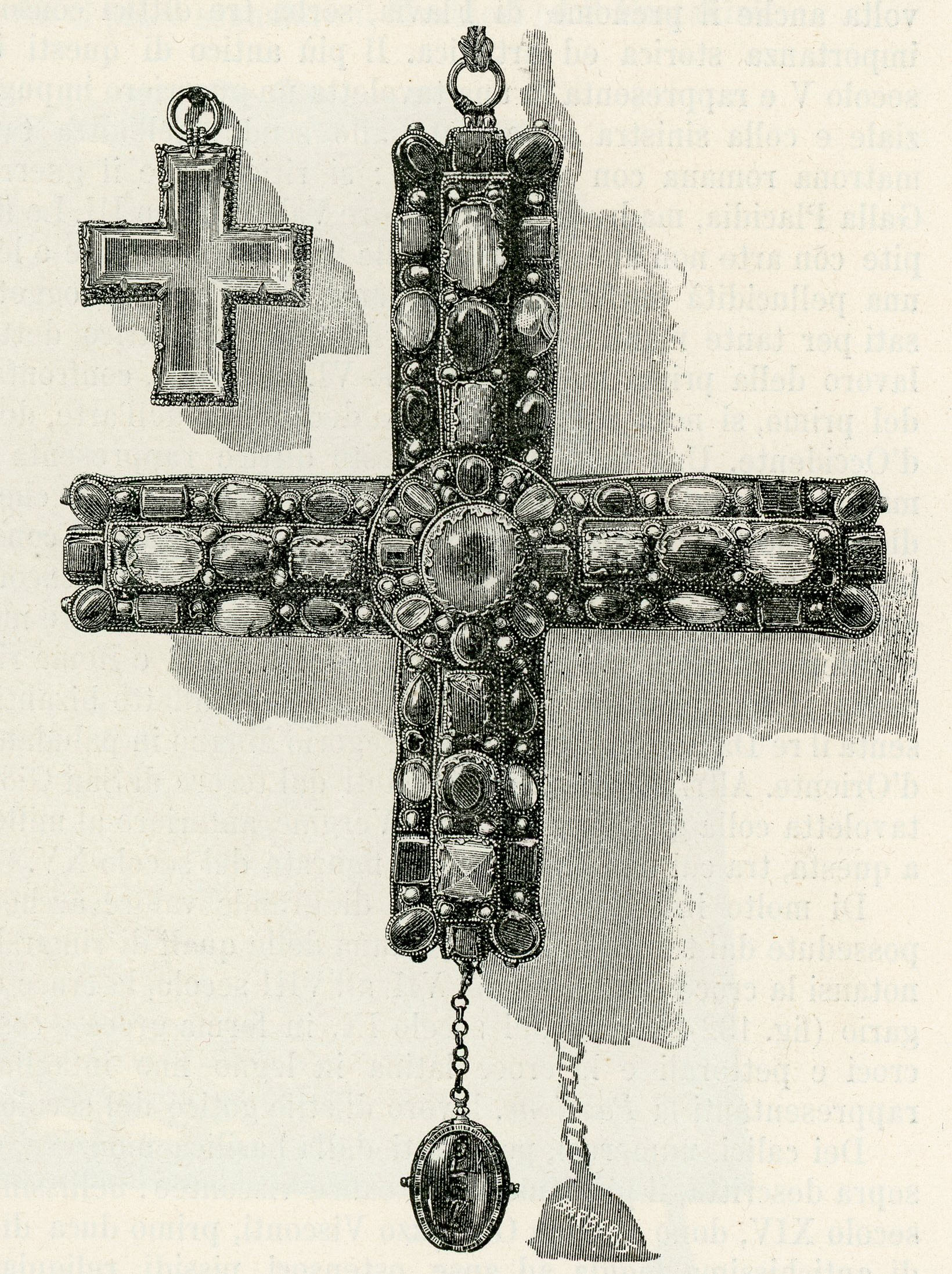
Monza, Tesoro del Duomo
Croce del Regno, o di Berengario.
Xilografia di Giuseppe Barberis (1894)

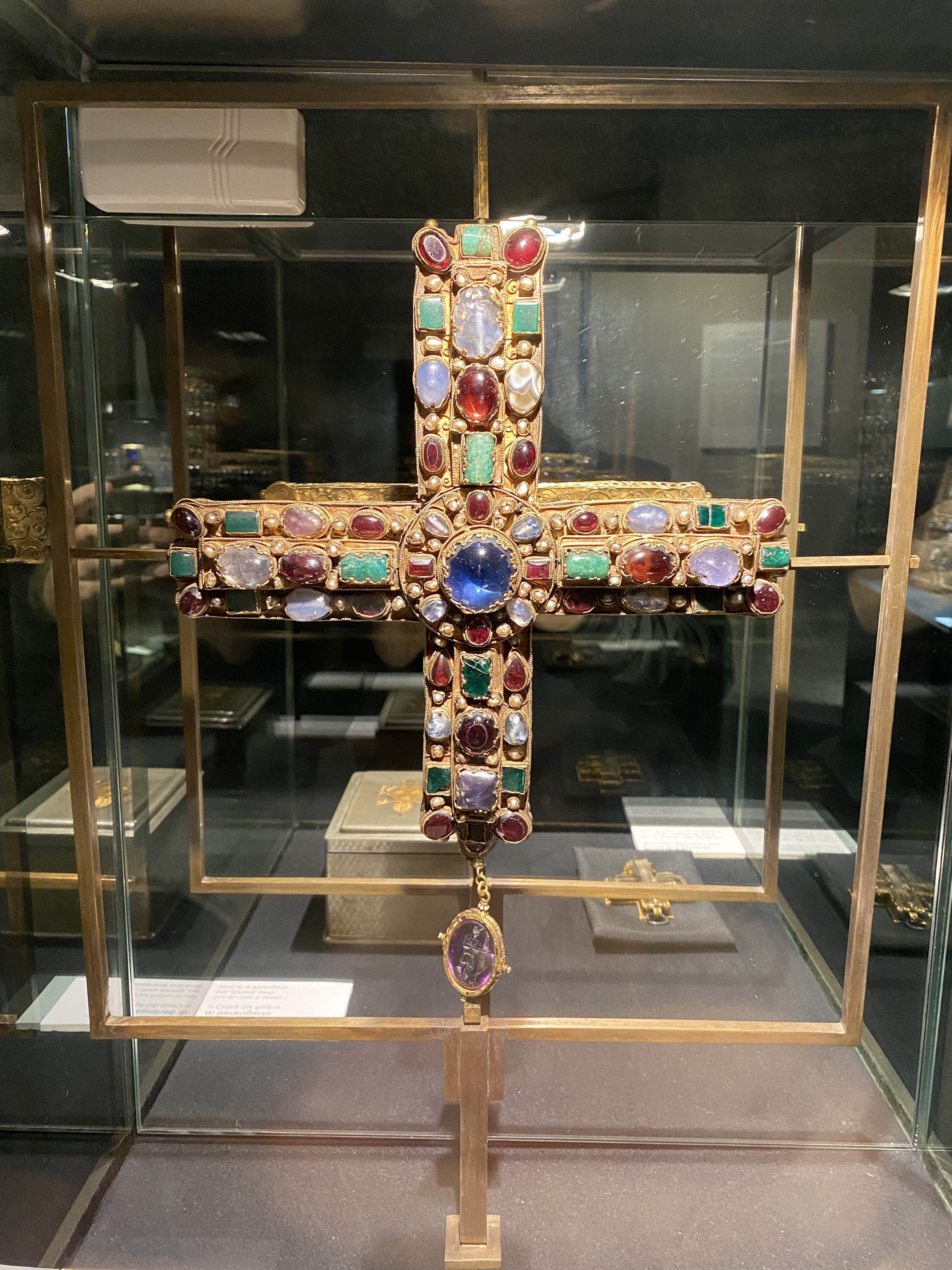
La croce originale conservata in una teca presso il Museo del Duomo di Monza, Italia.

La croce di Berengario è custodita nel Museo e tesoro del duomo di Monza. È anche detta croce del Regno perché l'oggetto fu indossato nella cerimonia di incoronazione sia da Berengario I sia dai successivi Re d'Italia.
È un affascinante e storico gioiello di oreficeria carolingia, in foggia di croce greca, risalente alla fine del IX o ai primi anni del X secolo.
Il monile misura 23×22 cm e presenta al centro uno zaffiro in forma ovale, fermato da graffe a forma di fogliette e circondato da otto gemme alternate ad altrettante coppie di perle. Ogni braccio è decorato con tre file di gemme e perle.
Al braccio inferiore della è appesa, tramite una piccola catena, un'ametista ovale sulla quale è incisa la figura di Diana adornata da una falce di luna. La gemma è di fattura romana ed è databile al III secolo.
Berengario ne fece omaggio all'antica Basilica longobarda di Monza insieme ad altri doni e privilegi.
La croce di Berengario, insieme alla Corona ferrea, è raffigurata nel moderno stemma di Monza.